# 琴若央雄
琴若 央雄（ことわか ちかお、1954年4月7日 - 2016年3月10日）は、北海道増毛郡増毛町雄冬出身で佐渡ヶ嶽部屋に所属した大相撲力士。本名は香島 春男（かしま はるお）。最高位は東前頭2枚目（1979年1月場所）。現役時代の体格は197センチメートル、139キログラム。得意手は右四つ、上手投げ、突っ張りなど。

## 来歴
雄冬中学校在学時は、野球部に在籍していた（一塁を守り、チームの主軸打者として活躍したという）。相撲の経験はまったくなかったが、中学卒業後地元で港湾作業に従事していた際に60キログラム詰めのセメント袋を2つ持ち運ぶ怪力が評判となり、1971年6月頃、佐渡ヶ嶽部屋のマネジャーである大林（二所ノ関部屋に所属した元力士でもあり、現役時代の名は「飛幡山」（最高位：序二段47枚目）、福岡県出身）という人の勧誘を受けて角界入りを決めるに至った。
間もなく上京して佐渡ヶ嶽部屋に入門し、同年7月場所で初土俵。翌9月場所、「琴の花」の四股名で序ノ口に付いた。同期の初土俵には、後の大関・琴風や小結・大徹など、多くの関取昇進者がいる。
1977年9月場所に全勝で幕下優勝を果たし、場所後に増毛町内をパレード。次の11月場所に、23歳で新十両に昇進。十両はわずか2場所で突破し、1978年3月場所にて新入幕を果たした。
人並み外れた長身を生かした突っ張りの他左上手投げ、小手投げを得意とした。だが、手首が脆いという欠点があったため、幕内上位では活躍できなかった。
その長身から「コンコルド」と呼ばれ、同じ1978年3月場所で新入幕し、「ジャンボ」と呼ばれた天ノ山と共に旅客機にちなんだニックネームが付けられていた。
1980年以降は肘や膝の故障もあって低迷し、最後は幕下中位まで番付を下げて1985年9月場所後、31歳で廃業した。
廃業後は一時、東京都新宿区内の相撲料理店（「浜力」、店主は元幕下で、宮崎県日向市出身の先代・琴若）に勤務したがのち帰郷し、北海道留萌市内で相撲料理店「琴若」を営んだ。
2015年に体調不良を訴え、病院にて診察を受けた際、悪性腫瘍が発見された。2016年3月10日、留萌市内で死去。61歳没。死因は胆嚢癌で、葬儀と告別式は数日後、留萌市にて行われた（喪主は、長女が務めた）。

## 主な戦績
- 幕内成績：76勝104敗（12場所） 勝率.422
- 通算成績：425勝419敗7休（85場所） 勝率.504
- 連続出場：844番（序ノ口以来、1971年9月場所-1985年7月場所）
- 各段優勝
  - 幕下優勝：1回（1977年9月場所）

## 幕内対戦成績
| 力士名         | 勝数 | 負数 | 力士名   | 勝数 | 負数 | 力士名     | 勝数 | 負数 | 力士名 | 勝数 | 負数 |
| -------------- | ---- | ---- | -------- | ---- | ---- | ---------- | ---- | ---- | ------ | ---- | ---- |
| 青葉城         | 2    | 2    | 青葉山   | 4    | 3    | 朝汐       | 1    | 4    | 天ノ山 | 4    | 3    |
| 荒勢           | 0    | 2    | 大潮     | 1    | 1    | 巨砲       | 2    | 3    | 大錦   | 1    | 0    |
| 魁輝           | 1    | 2    | 影虎     | 1    | 1    | 北瀬海     | 1    | 1    | 北の湖 | 0    | 2    |
| 麒麟児         | 1    | 0    | 蔵間     | 0    | 2    | 黒瀬川     | 1    | 3    | 黒姫山 | 1    | 4    |
| 蔵玉錦         | 3    | 2    | 嗣子鵬   | 1    | 1    | 大旺       | 1    | 0    | 大こう | 0    | 1    |
| 隆の里         | 1    | 4    | 貴ノ花   | 0    | 4    | 高見山     | 4    | 1    | 谷嵐   | 1    | 2    |
| 玉輝山         | 1    | 1    | 玉ノ富士 | 1    | 3    | 千代の富士 | 3    | 3    | 照の山 | 2    | 2    |
| 出羽の花       | 3    | 3    | 闘竜     | 1    | 2    | 栃赤城     | 2    | 0    | 栃光   | 0    | 6    |
| 白竜山         | 0    | 1    | 播竜山   | 1    | 2    | 飛騨ノ花   | 0    | 1    | 富士櫻 | 0    | 1    |
| 双津竜         | 3    | 5    | 鳳凰     | 1    | 2    | 増位山     | 1    | 0    | 舛田山 | 9    | 2    |
| 三重ノ海       | 0    | 3    | 三杉磯   | 5    | 2    | 豊山       | 2    | 1    | 若獅子 | 0    | 1    |
| 若乃花(若三杉) | 0    | 2    | 輪島     | 0    | 2    | 鷲羽山     | 3    | 1    |        |      |      |

## 改名歴
- 琴の花（ことのはな、1971年9月場所-1974年1月場所）
- 琴若（ことわか、1974年3月場所-1985年9月場所）